# Trędowata (film 1926)

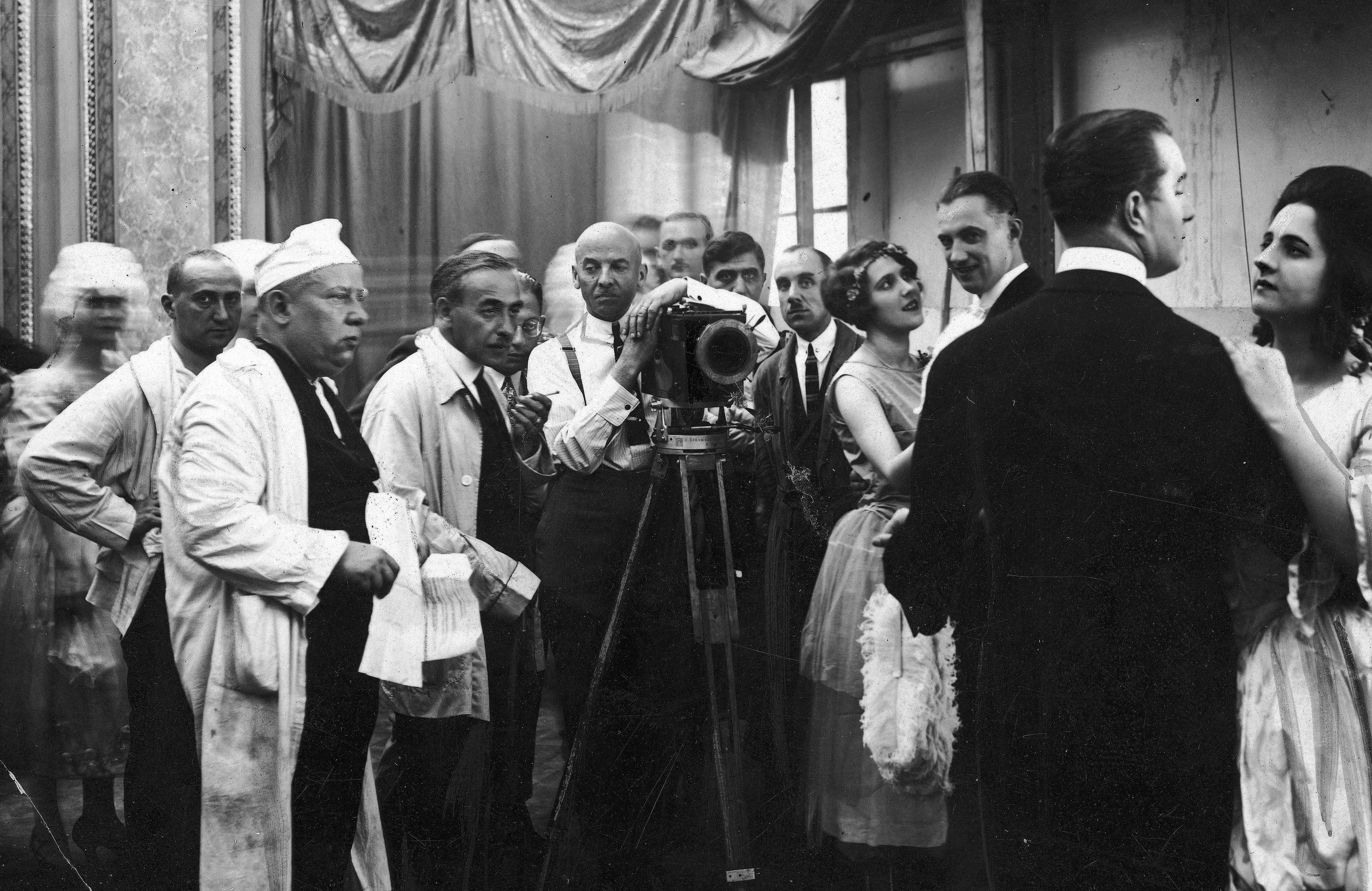
Scena z realizacji filmu

Trędowata – polski czarno-biały film niemy z 1926 roku, będący pierwszą adaptacją powieści Heleny Mniszkówny z 1909 roku pod tym samym tytułem.
Film nie zachował się do naszych czasów.

## O filmie
W roli tytułowej wystąpiła Jadwiga Smosarska, największa gwiazda polskiego kina w okresie dwudziestolecia międzywojennego. Ojca bohaterki zagrał Józef Węgrzyn, uważany za jednego największych amantów ówczesnego kina. Zadebiutował on również w roli reżysera (wspólnie z Edwardem Puchalskim).

## Główne role
- Bolesław Mierzejewski (Waldemar Michorowski),
- Józef Węgrzyn (Rudecki)[a],
- Jadwiga Smosarska (Stefcia Rudecka),
- Józef Mikulski (książę Maciej Michorowski),
- Helena Zahorska (baronowa Idalia Elzonowska),
- Zofia Zajączkowska (Lucia, córka Elzonowskiej),
- Paweł Owerłło (dorobkiewicz Prątnicki),
- Leon Łuszczewski (Edmund, syn Prątnickiego),
- Helena Marcello-Palińska (księżna Podhorecka),
- Maria Gorczyńska (Rita),
- Władysław Lenczewski (hrabia Trestka),
- Józef Śliwicki (hrabia Barski),
- Maria Balcerkiewiczówna (Melania, córka Barskiego),
- Mieczysław Krawicz (Brochwicz),
- Ludwik Fritsche (książę Podhorecki),
- Władysław Grabowski (książę Znaniecki),
- Helena Sulimowa (hrabina Ćwilecka)